# 雇用促進事業会
株式会社あつまるホールディングスは、熊本県熊本市に本社のある、求人情報誌「あつまるくんの週刊求人案内」の発行を柱とした出版社である。同社は民間企業であり、かつて旧社名の頃には名称が類似する、旧雇用促進事業団とは関係はない。求人情報誌等の発行が主な事業だが、その一方でゴルフ場の経営、アグリビジネス事業も行なっている。

## 沿革
- 1981年7月 - 熊本市山崎町に株式会社九州雇用促進事業会を設立。総合求人専門誌「週刊求人案内」熊本版を創刊する。
- 1987年10月 - 鹿児島支店開設。
- 1988年4月 - 長崎支店開設。
- 1989年7月 - 宮崎支店開設。
- 1990年9月 - 佐賀支店開設、久留米支店開設。
- 1991年3月 - 福岡支店開設。
- 1991年12月 - 大分支店開設。
- 1992年3月 - 北九州支店開設。
- 1994年3月 - 佐世保営業所開設（1996年3月に一度撤退、2000年に再開設したが2001年頃に再び撤退）。
- 1999年10月　福岡南支店開設（2009年頃に福岡支店に統合）。
- 2000年8月 - 九州地区以外の進出を機に、社名を「株式会社雇用促進事業会」に変更。広島支店開設。
- 2002年1月 - 名古屋支店開設。
- 2002年7月 - 熊本県下益城郡松橋町（現:熊本県宇城市）のトーナンレークカントリークラブを買収。「あつまるレークカントリークラブ」としてゴルフ場経営開始。
- 2003年7月 - 名古屋金山支店開設（時期不詳、名古屋支店に統合）。
- 2005年1月 - 横浜支店開設。
- 2005年10月 - 川崎支店開設。
- 2006年11月 - 東京支店開設。

この間、名古屋以外の支店は（九州地区は除く）全て閉鎖・撤退している。
- 2016年7月 - 創立35年を機に、社名を「株式会社あつまるホールディングス」に変更。
- 2020年1月8日 - 創業者の島田俊郎代表取締役社長（77歳）が死去。熊本県ハンドボール協会会長も務め[1]、2019年11月30日〜12月15日に開催された女子ハンドボール世界選手権日本大会の運営に携わっていた。後任の社長には妻であり副社長の島田敏子が就任。

## 取扱商品等
- あつまるくんの週刊求人案内
  - 九州各県・愛知地区で発行しているメインの求人情報誌。
  - 2020年1月現在、「熊本版」「鹿児島版」「長崎版」「宮崎版」「福岡版」「久留米・鳥栖・佐賀版」「大分版」「北九州版」「東海・名古屋版」の各版が発行されている。
  - 東海・名古屋版のみ1冊100円（税込）で販売、他版は無料で配布。
- あつまるくんの就職フェア
  - 九州地区で開催する、大学等新卒者及び35歳以下の中途退職者を対象とした就職イベント。
- 47都道府県求人サイト
  - 2010年4月オープン。廣済堂、アルバイトタイムス、北海道アルバイト情報社と共同運営する求人ポータルサイトで、主に九州地区の求人を担当する。

かつては、不動産情報誌「キーくんのルーム&ホーム」（熊本版・長崎版）、中古車販売情報誌「のるぞ〜くんのカーメディア」（熊本版）、生活情報誌「なん伝かん伝」（熊本版）、新卒者向け求人情報誌「DO WORK」（→「あつまるくんの企業案内」、DO WORKは熊本版のみだったがリニューアルされて新創刊となったあつまるくんの企業案内はまずは熊本版、長崎版、福岡版を創刊した。数年かけて他地域で創刊して行き最終的には九州各県版発行していた。）無料求人情報誌「週刊ゲットサポート」（北九州版、福岡版、くるめ・とす版、長崎版、熊本版、大分版、宮崎版、鹿児島版、上述の「あつまるくんの週刊求人案内」が無料化された為）も発行していた（いずれも休刊）。
無料誌を多く創刊しているが、2000年代に入ると九州地区でもタウンワーク（リクルート発行）の進出と景気の動向により各地区で苦戦を強いられている。

## 広告
女性芸能人「久本雅美」を起用し、テレビCM等を展開していた（2008年のイメージキャラクターは磯野貴理だった）。
設立当初は、広告業界という観点からCM等は一切なかった。しかし1980年代後半より支店開設が相次いだ頃からCMを打つようになった。
かつては、太平サブロー・シロー、ピンクの電話、越前屋俵太、林家こぶ平（現・林家正蔵）、有坂来瞳、ガッツ石松等も起用。約2年周期で交代している。CMについても各地域1局のみ（例:熊本地区は熊本県民テレビ、福岡地区はテレビ西日本など）オンエア。かつては関東地区でもオンエアされていたこともあった。主に年末年始や春の人事異動時期、新規支店開設のときに集中して早朝から深夜にかけてスポット的にオンエアしている。

### 出演した芸能人
- 磯野貴理（当時、現・磯野貴理子）
- 久本雅美
- キャイ〜ン
- 太平サブロー・シロー
- ピンクの電話
- 林家正蔵
- 有坂来瞳
- ガッツ石松
- 遠藤久美子
- 来栖あつこ